# Meriem Adjmi
Meriem Adjmi, née le 12 octobre 1979, est une judokate algérienne.

## Carrière
Meriem Adjmi est médaillée de bronze dans la catégorie des moins de 70 kg aux Championnats d'Afrique de judo 1998 à Dakar.